# Fuente del Parque
La fuente del Parque es una fuente situada en el centro de la ciudad española de Albacete.
Es el principal lugar de celebración de los grandes éxitos del mundo del deporte en la capital albaceteña, especialmente del Albacete Balompié, de los clubes de fútbol más importantes y de la selección española de fútbol.
Está ubicada en la céntrica plaza Benjamín Palencia, en pleno Centro, entre el primer (al norte) y el segundo (al sur) tramos de la avenida de España y en la confluencia de las calles Arcángel San Gabriel (al oeste) y Batalla del Salado (al este).
Pese a su nombre, no está situada dentro del parque Abelardo Sánchez, al que tiene a su lado (al oeste). Por ello no hay que confundirla con la fuente principal del parque Abelardo Sánchez, que recibe el nombre de fuente del Generalife.